# Norra Råda församling
Norra Råda församling var en församling i Karlstads stift och i Hagfors kommun i Värmlands län. Församlingen uppgick 2010 i Norra Råda-Sunnemo församling.

## Administrativ historik
Församlingen har medeltida ursprung, före 1 januari 1886 (namnet ändrades enligt beslut den 17 april 1885) med namnet Råda församling. Ur församlingen utbröts 1653 Sunnemo församling, 1789 en del av den då nybildade Deglundens församling (Gustav Adolf) och 1907 Hagfors församling.
Församlingen var till 1 maj 1901 annexförsamling i pastorat med Ekshärads församling som moderförsamling. Från 1 maj 1901 till 1951 moderförsamling i pastoratet Norra Råda, Sunnemo och Gustav Adolf som från 1907 även omfattade Hagfors församling. Från 1951 till 2010 var församlingen moderförsamling i pastoratet Norra Råda och Sunnemo. Församlingen uppgick 2010 i Norra Råda-Sunnemo församling.

## Organister
| Period    | Namn          | Levnadstid | Övrigt   |
| --------- | ------------- | ---------- | -------- |
| 1852-1863 | Nils Johnzon  | 1823-1863  | Organist |
| 1863-1905 | Johan Ekelund | 1840-1919  | Organist |

## Kyrkor
- Norra Råda kyrka